# 꾸에보
꾸에보 시사(베트남어: Thị xã Quế Võ / 市社桂武, 한자 표기는 《동경지여지》(同慶地輿志)를 기준으로 한다.)은 베트남 홍강 삼각주 박닌성의 티싸(시사)이다.

## 행정구역
꾸에보시사에는 11개 방(坊)과 10개 사(社)가 있다.

### 방
- 방안 방 (Bằng An / 憑安)
- 봉라이 방 (Bồng Lai / 蓬萊)
- 깍비 방 (Cách Bi / 格碑)
- 다이쑤언 방 (Đại Xuân / 大春)
- 년화 방 (Nhân Hòa / 仁和)
- 포므이 방 (Phố Mới / 庯買)
- 풀르엉 방 (Phù Lương / 扶良)
- 프엉레우 방 (Phương Liễu / 芳柳)
- 프엉마오 방 (Phượng Mao/ 鳳毛)
- 꾸에떤 방 (Quế Tân / 桂新)
- 비엣훙 방 (Việt Hùng / 越雄)

### 사
- 쩌우퐁 사 (Châu Phong / 周峰)
- 찔랑 사 (Chi Lăng / 枝陵)
- 다오비엔 사 (Đào Viên / 桃園)
- 득롱 사 (Đức Long / 德隆)
- 한꽝 사 (Hán Quảng / 漢廣)
- 모다오 사 (Mộ Đạo / 慕道)
- 응오싸 사 (Ngọc Xá / 玉舍)
- 풀랑 사 (Phù Lãng / 扶朗)
- 비엣통 사 (Việt Thống / 越統)
- 옌자 사 (Yên Giả /安者)